# Bisbat de Cerignola-Ascoli Satriano
El bisbat de Cerignola-Ascoli Satriano (italià: Diocesi di Cerignola-Ascoli Satriano; llatí: Dioecesis Ceriniolensis-Asculana Apuliae) és una seu de l'Església catòlica, sufragània de l'arquebisbat de Foggia-Bovino, que pertany a la regió eclesiàstica Pulla. El 2013 tenia 101.719 batejats d'un total de 107.433 habitants. Actualment està regida pel bisbe Felice di Molfetta.

## Territori

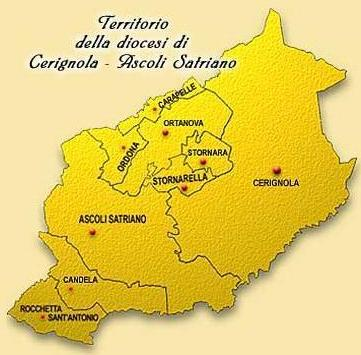
Mapa de la diòcesi

La diòcesi comprèn les ciutats de Cerignola, Ascoli Satriano, Orta Nova, Carapelle, Stornarella, Stornara, Candela, Ordona i Rocchetta Sant'Antonio.
El territori està dividit en 34 parròquies.

## Història

### Diòcesi d'Ascoli Satriano
La diòcesi d'Erdonia probablement va ser erigida al segle IV, encara que la tradició suggereix que Sant Lleó en va ser bisbe al segle II. El primer bisbe històricament documentat és Saturnino, present en el sínode romà de 499. Cap dels bisbes aquí estava en els altres sínodes presidits pel Papa Símmac de 501 i 502 a inicis de la crisi que assetjava la diòcesi d'Erdonia, de la que no tenim més notícies després.
Només a partir del segle IX el territori va poder recuperar-se de la destrucció causada per la primera invasió dels longobards, dels sarraïns i la sagnant lluita pel domini en la regió entre els llombards del Ducat de Benevent i els bizantins.
A partir de la primera annexió al ducat de Benevent el 668, l'església d'Erdonia restà subjecta a Ascoli Satriano, el territori de la qual passà sota la jurisdicció dels bisbes de Benevent, que van veure els seus drets confirmats el 849 pels emperadors Lluís II el 866 i Carles el Calb el 875. En una butlla papal del 948 quedaven subjectes al bisbe de Benevent totes les antigues diòcesis de la Capitanata fins al Gargano.
El 969 el papa Joan XIII elevà Benevent al rang de seu metropolitana i va concedir l'arquebisbe el dret de consagrar els seus bisbes sufraganis, entre els quals estava també el d'Ascoli Satriano. No obstant això, no es coneix cap bisbe d'Ascoli fins al segle següent. De fet, la ciutat va ser el centre de les lluites amargues entre els llombards, romans d'Orient a la qual es van afegir més tard els normands: en 1041 es va assolir la pau amb el naixement del ducat normand d'Ascoli.
Entre els primers bisbes coneguts d'Ascoli es distingeix Lupo Protospata, autor d'un Chronicon rerum in regno Neapolitano gestarum, el document sobre els esdeveniments polítics i religiosos de l'època.
Restes problemàtica la sèrie episcopal d'Ascoli Satriano. Al segle xix el bisbe Leonardo Todisco Grande va escriure una cronologia de més de 40 bisbes del primer mil·lenni, desconeguts a altres fonts històriques i no considerades pels estudis històrics, inclòs els més recents, que admeten una sèrie episcopal Ascolana només des de voltants de la meitat del segle xi. I també és incerta la sèrie de bisbes d'entre els segles xi i xiv.

### Diòcesi de Cerignola
Fins al segle xvi l'església de Cerignola depenia de la diòcesi de Canosa.
Com es documenta en una visita pastoral realitzada en 1580 per Gaspare Cenci, bisbe de Melfi i Rapolla, en aquest moment Cerignola semblava ser una arxiprestat nullius, és a dir, no al servei de cap bisbe, sinó immediatament subjecta a la Santa Seu. La ciutat i el seu territori incloïen diverses ordres i congregacions religioses, amb els seus monestirs: jesuïtes, agustins, carmelites, franciscans i dominics.
El 14 de juny de 1819 sota la butlla Quamquam per Nuperrimam del Papa Pius VII l'arxiprestat nullius de Cerignola va ser elevat al rang de diòcesi i alhora unida aeque principaliter a la diòcesi d'Ascoli Satriano. L'església parroquial de Sant Pere va esdevenir la catedral de la nova diòcesi, sufragània de l'arxidiòcesi de Benevent.

### Diòcesi de Cerignola-Ascoli Satriano
El 30 d'abril de 1979 la diòcesi va ser unida a la d'Ascoli Satriano i Cerignola va esdevenir part de la nova província eclesiàstica de l'arxidiòcesi de Foggia sota la butlla Sacrorum Antistites del Papa Joan Pau II.
El 30 de setembre de 1986, amb el decret Instantibus votis de la Congregació per als Bisbes, les dues seus van quedar unides amb la fórmula plena unione i la nova circumscripció eclesiàstica assumí el seu actual nom.

## Cronologia episcopal proposta per Todisco Grande (seglei– inicis delxiv)
- San Leone † (105 - 174)
- Teofilo † (313 - 366)
- Liniano I † (366)
- Emilio † (384 - 415 mort)
- Giovanni I † (415 - aproximadament 447 mort)
- M. Doro † (448 - 490 mort)
- Sofo † (490 - 494 mort)
- Epifanio † (494 - aproximadament 520 mort)
- Felice I † (520 - 533 mort)
- Marciano † (533 - 543 mort)
- Zosimo † (543 - ?)
- Felice II † (585 - 591 mort)
- Liniano II † (591 - 599 mort)
- Davide I † (600 - 603 mort)
- Barbaro † (603 - 615 mort)
- Alfano I † (615 - 622 mort)
- Ildebrando † (622 - ?)
- Alderico † (700 - 733 mort)
- Tito † (733 - aproximadament 743 mort)
- Cesario † (743 - ?)
- Giovanni II †
- David II † (768/772 - 824)
- Gutto † (825 - 833 mort)
- Urso † (833 - 845 mort)
- Giovanni III † (845 - 852 mort)
- Carlo † (852 - 868 mort)
- Giovanni IV † (868 - 875 mort)
- Angione o Aione † (875 - 886 mort)
- Conservato † (886 - 894 mort)
- Pietro I † (894 - ?)
- Valdefrido † (908 - 911 mort)
- Giovanni V † (911 - ?)
- Vincenzo † (954 - 957 mort)
- Landolfo † (957 - ?)
- Maldefrido † (vers 965/972 - 984)
- Alone † (984 - 998)
- Alfano II † (998 - ?)
- Mundo † (1009 - 1011 mort)
- Alfano III † (1011 - ?)
- Valderico † (1053 - 1059 mort)
- Mauro † (1059 - 1072 mort)
- Aurelio † (1072 - vers 1091 mort)
- Giovanni VI † (1092 - ?)
- Rinsaldo † (citat el 1107)
- Goffredo † (citat el 1167)
- Giovanni VII † (citat el 1179)
- Pietro II † (1205 - ?)
- Giovanni VIII † (1226 - ?)
- Negro † (1265 - 1276 mort)
- Benedetto † (1276 - 1280 mort)
- Adamo † (1280 - 1301 mort)
- Ruggero † (1301 - 1307)
- Angelo † (1308 - ? mort)

## Cronologia episcopal

### Bisbes d'Ascoli Satriano
- Anònim † (? - març de 1067 deposat)[1]
- Lupo Protospata † (octubre de 1067 - vers 1102 mort)[2]
- Risando † (citat el 1107)
- Sikenolfo † (mencionat al de novembre de 1123)
- Giovanni † (citat al de març de 1179)
- Anònim † (11 de novembre de 1182 - ?)
- Anònim † (vers 1184 - vers 1188)
- Goffredo † (10 de novembre de 1189 - 26 d'octubre de 1200 mort)
- Pietro † (16 de novembre de 1205 - 20 de novembre de 1237 mort)[3]
  - Sede vacante (vers 1239 - ?)
- Anònim † (mencionat el 5 de novembre de 1266)
- Anònim † (citat el 1268)[4]
- Anònim † (inicis de d'agost de 1270 - 12 de maig de 1271)
- Benedetto † (6 de març de 1274 - vers 1293 mort)[5]
- Ruggero † (mencionat el 18 de maig de 1304)
- Angelo † (1308 - vers 1311 mort)
- Francesco I † (19 de maig de 1311 - 1311 mort)
- Francesco II † (3 de juliol de 1311 - vers 1325 mort)
- Pietro II † (? - 1353 mort)
- Pietro III de Pironti † (29 de gener de 1354 - 1376 mort)
- Pietro IV † (1376 - 1396 mort)[6]
- Francesco Pasquarelli, O.E.S.A. † (6 d'abril de 1397 - 1418/1419 mort)
- Giacomo † (22 de maig de 1419 - 1458 mort)
- Giovanni Antonio Boccarelli † (13 de novembre de 1458 - 9 d'agost de 1469 nomenat bisbe de Nola)
- Francesco Pietro Luca di Gerona, O.P. † (6 de setembre de 1469 - 27 de novembre de 1477 nomenat bisbe de Teramo)
- Fazio Gallerani † (27 de novembre de 1477 - 11 d'agost de 1479 mort)
- Giosuè de Gaeta † (1 de desembre de 1480 - 23 de maig de 1509 renuncià)
- Agapito Giosuè de Gaeta † (23 de maig de 1509 - 1512 mort)
- Giosuè de Gaeta † (8 de maig de 1513 - 28 de maig o 1 de juny de 1517 renuncià) (per segon cop)
- Giovanni Francesco de Gaeta † (28 de maig o 1 de juny de 1517 - 10 de novembre de 1566 mort)
- Marco Lando † (22 d'agost de 1567 - 1593 mort)
- Francesco Bonfiglio, O.F.M.Conv. † (31 de maig de 1593 - 1593/1594 mort)
- Ferdinando Avila, O.F.M.Obs. † (9 de març de 1594 - 1620 mort)
- Francesco Maria de Marra † (29 d'abril de 1620 - 1624 mort)
- Francesco Andrea Gelsomino, O.E.S.A. † (9 de juny de 1625 - 8 de desembre de 1629 mort)
- Gregorio (o Giorgio) Bolognetti † (23 de setembre de 1630 - 28 de febrer de 1639 nomenat bisbe de Rieti)
- Michele Rezia † (8 d'agost de 1639 - març o abril de 1648 mort)
- Pirro Luigi Castellomata † (23 de novembre de 1648 - octubre de 1656 mort)
- Giacomo Filippo Bescapè † (28 de maig de 1657 - 13 d'agost de 1672 mort)
- Felice Via Cosentino † (14 de novembre de 1672 - desembre de 1679 mort)
- Filippo Lenti † (29 d'abril de 1680 - setembre de 1684 mort)
- Francesco Antonio Punzi † (14 de maig de 1685 - 28 de març de 1728 mort)
- Antonio de Martinis † (10 de maig de 1728 - novembre de 1737 mort)
- Giuseppe Campanile † (20 de desembre de 1737 - 17 d'octubre de 1771 mort)
- Emanuele de Tomasi † (16 de desembre de 1771 - 5 de gener de 1807 mort)
  - Sede vacante (1807-1818)
- Antonio Maria Nappi † (25 de maig de 1818 - 14 de juny de 1819 nomenat bisbe d'Ascoli Satriano e Cerignola)

### Bisbes d'Ascoli Satriano e Cerignola
- Antonio Maria Nappi † (14 de juny de 1819 - 2 de maig de 1830 mort)
- Francesco Iavarone † (2 de juliol de 1832 - 20 d'abril de 1849 nomenat bisbe de Sant'Agata de' Goti)
- Leonardo Todisco Grande † (20 d'abril de 1849 - 13 de maig de 1872 mort)
- Antonio Sena † (23 de desembre de 1872 - 20 de març de 1887 mort)
- Domenico Cocchia, O.F.M.Cap. † (23 de maig de 1887 - 18 de novembre de 1900 mort)
- Angelo Struffolini † (15 d'abril de 1901 - 1 de juliol de 1914 renuncià)
- Giovanni Sodo † (19 de febrer de 1915 - 23 de juliol de 1930 mort)
- Vittorio Consigliere, O.F.M.Cap. † (1 de setembre de 1931 - 15 de març de 1946 mort)
- Donato Pafundi † (22 de juny de 1946 - 18 de juliol de 1957 mort)
- Mario Di Lieto † (21 de novembre de 1957 - 30 de setembre de 1986 nomenat bisbe de Cerignola-Ascoli Satriano)

### Bisbes de Cerignola-Ascoli Satriano
- Mario Di Lieto † (30 de setembre de 1986 - 16 d'abril de 1987 jubilat)
- Vincenzo Addario † (16 d'abril de 1987 - 2 de juny de 1990 nomenat arquebisbe de Manfredonia-Vieste)
- Giovanni Battista Pichierri (21 de desembre de 1990 - 13 de novembre de 1999 nomenat arquebisbe de Trani-Barletta-Bisceglie)
- Felice di Molfetta, des del 29 d'abril de 2000

## Bisbes oriunds de la diòcesi
- Pietro Cidoniola o Pietro II da Cerignola (Cerignola, ? - ?, 1266 presumible), bisbe de Canne
- Domenico Potenza (Cerignola, ? - Montepeloso, 4 de maig de 1739), bisbe de Montepeloso
- Vincenzo Bisceglia (Cerignola, 6 de juny de 1804 - Termoli, 12 de febrer de 1889), bisbe de Termoli
- Luigi Pugliese (Cerignola, 26 de desembre de 1850 - Ugento, 17 de juliol de 1923), bisbe d'Ugento
- Michele Izzi (Cerignola, 28 de febrer de 1873 - Roma, 31 de desembre de 1917), bisbe d'Alatri
- Nunzio Galantino (Cerignola, 16 d'agost de 1948), bisbe emèrit de Cassano all'Ionio

## Estadístiques
A finals del 2013, la diòcesi tenia 101.719 batejats sobre una població de 107.433 persones, equivalent al 94,7% del total.
| any  | població | població | població | sacerdots | sacerdots       | sacerdots       | sacerdots             | diaques | religiosos | religiosos | parroquies |
| ---- | -------- | -------- | -------- | --------- | --------------- | --------------- | --------------------- | ------- | ---------- | ---------- | ---------- |
| any  | batejats | total    | %        | total     | clergat secular | clergat regular | batejats por sacerdot | diaques | homes      | dones      |            |
| 1950 | 86.000   | 86.000   | 100,0    | 75        | 55              | 20              | 1.146                 |         | 24         | 110        | 18         |
| 1959 | 98.302   | 99.591   | 98,7     | 69        | 56              | 13              | 1.424                 |         | 17         | 149        | 22         |
| 1970 | 84.864   | 86.183   | 98,5     | 72        | 52              | 20              | 1.178                 |         | 22         | 133        | 34         |
| 1980 | 88.423   | 90.194   | 98,0     | 69        | 49              | 20              | 1.281                 |         | 25         | 121        | 39         |
| 1990 | 100.000  | 100.500  | 99,5     | 57        | 42              | 15              | 1.754                 |         | 17         | 111        | 40         |
| 1999 | 103.230  | 105.230  | 98,1     | 56        | 47              | 9               | 1.843                 | 9       | 12         | 90         | 40         |
| 2000 | 102.062  | 103.562  | 98,6     | 69        | 57              | 12              | 1.479                 | 11      | 14         | 88         | 40         |
| 2001 | 103.286  | 104.886  | 98,5     | 64        | 52              | 12              | 1.613                 | 11      | 14         | 88         | 40         |
| 2002 | 103.084  | 104.259  | 98,9     | 56        | 45              | 11              | 1.840                 | 11      | 13         | 87         | 40         |
| 2003 | 98.641   | 103.962  | 94,9     | 61        | 50              | 11              | 1.617                 | 12      | 12         | 89         | 40         |
| 2004 | 101.042  | 104.728  | 96,5     | 59        | 48              | 11              | 1.712                 | 12      | 14         | 88         | 40         |
| 2006 | 102.600  | 106.600  | 96,2     | 61        | 49              | 12              | 1.681                 | 15      | 15         | 83         | 40         |
| 2013 | 101.719  | 107.433  | 94,7     | 57        | 44              | 13              | 1.784                 | 14      | 15         | 72         | 34         |